# Cahan
Cahan é uma comuna francesa na região administrativa da Normandia, no departamento Orne. Estende-se por uma área de 5,86 km². Em 2010 a comuna tinha 182 habitantes (densidade: 31,1 hab./km²).